# لیون عثمان
لیون عثمان (انگلیسی: Leon Osman؛ زادهٔ ۱۷ مهٔ ۱۹۸۱) بازیکن فوتبال پیشین اهل انگلستان است.

## افتخارات

### باشگاهی
اورتون
- جام حذفی فوتبال انگلستان نایب قهرمان: ۰۹–۲۰۰۸